# 浜松学院大学
浜松学院大学（はままつがくいんだいがく、英語: Hamamatsu Gakuin University）は、静岡県浜松市中央区布橋三丁目2番3号に本部を置く日本の私立大学。1933年創立、2004年大学設置。大学の略称は学院大（がくいんだい）、浜学（はまがく）、HGU。

## 沿革
- 1933年 財団法人興誠商業学校設置認可
- 1950年 学校法人興誠学園に組織変更
- 1951年 浜松短期大学開学、商科設置
- 1967年 幼児教育科設置
- 1973年 付属幼稚園開園
- 1986年 英語科を設置
- 2002年 英語科を英語コミュニケーション科に名称変更
- 2004年 商科・英語コミュニケーション科廃止
- 2004年 浜松学院大学開学、現代コミュニケーション学部設置。
- 2004年 浜松短期大学幼児教育科は浜松学院大学短期大学部へ移行。
- 2007年 子どもコミュニケーション学科設置。
- 2025年 現代コミュニケーション学部をもとに、地域共創学部を開設予定。

## 大学の構成

### キャンパス
- 布橋キャンパス（浜松市中央区布橋三丁目2番3号）
- 住吉キャンパス（浜松市中央区住吉二丁目3番1号）

### 学科
- 現代コミュニケーション学部
  - 地域共創学科
  - 子どもコミュニケーション学科
- 地域共創学部　（2025年度開設予定）
  - 地域経営学科
  - 地域子ども教育学科
- 短期大学部
  - 幼児教育科

### 付属施設
- 浜松学院中学校・高等学校
- 浜松学院大学付属幼稚園
- 浜松学院大学付属愛野こども園

## 交通アクセス
- 布橋キャンパス
  - 浜松駅バスターミナル1番のりばから30舘山寺線、36大塚ひとみヶ丘線、37大久保線に乗車し｢浜松学院大学｣下車（所要時間約13分）
  - 常盤町バス停（遠州病院駅と徒歩で接続可能）より、浜松北高・浜松学院大学・浜商前行きのバスの運行もある。（平日7時台のみの運行）
- 住吉キャンパス
  - 浜松駅バスターミナル13番のりばから50山の手医大線に乗車し「浜松学院高校」下車
  - 浜松駅バスターミナル14番のりばから51泉高丘線、8鶴見富塚じゅんかん（せいれいまわり）、58和合西山線に乗車し「浜松学院大住吉」下車（所要時間約15分）